# Нолина
Ноли́на (лат. Nolina) — род многолетних тропических растений подсемейства Нолиновые (Nolinoídeae) семейства Спаржевые (Asparagaceae); ранее род относили к семейству Агавовые (Agavaceae).
Естественный ареал этого растения находится в Мексике, распространяясь в южные районы Соединенных Штатов.
Отдельные виды из-за необычной внешности культивируются как декоративные.
Среди любителей нолину нередко называют «бокарнеей». Связано это с тем, что некоторые систематики включают в род Нолина также и род Beaucarnea Lem. — Бокарнея этого же семейства. Часть распространённых декоративных видов известна под разными названиями, при этом в разных источниках правильными считают разные названия: к примеру, вид Beaucarnea recurvata Lem. также широко известен как Nolina recurvata (Lem.) Hemsl. (обычно действительным считается именно первое название).
У любителей из-за необычного внешнего вида нолина имеет соответствующие названия — «слоновая нога», «конский хвост». Ствол нолины напоминает бутылку, от этого она имеет ещё и третье название — «бутылочное дерево». Утолщение в нижней части ствола служит для накопления влаги. Листья нолины узкие, длинные, с заострённым концом.

## Систематика
По информации базы данных The Plant List, род включает 29 видов, из них 14 встречаются в Северной Америке.
- Nolina arenicola Correll
- Nolina atopocarpa Bartlett
- Nolina azureogladiata D.Donati
- Nolina beldingii Brandegee
- Nolina bigelovii (Torr.) S.Watson
- Nolina brittoniana Nash
- Nolina cespitifera Trel.
- Nolina cismontana Dice
- Nolina durangensis Trel.
- Nolina elegans Rose
- Nolina erumpens (Torr.) S.Watson
- Nolina georgiana Michx.
- Nolina greenei S.Watson ex Wooton & Standl.
- Nolina hibernica Hochstätter & D.Donati
- Nolina humilis S.Watson
- Nolina interrata Gentry
- Nolina juncea (Zucc.) J.F.Macbr.
- Nolina lindheimeriana (Scheele) S.Watson
- Nolina longifolia (Karw. ex Schult. & Schult.f.) Hemsl.
- Nolina matapensis Wiggins
- Nolina micrantha I.M.Johnst.
- Nolina microcarpa S.Watson
- Nolina nelsonii Rose
- Nolina palmeri S.Watson
- Nolina parryi S.Watson
- Nolina parviflora (Kunth) Hemsl.
- Nolina pumila Rose
- Nolina rigida Trel.
- Nolina texana S.Watson